# Hayiba Enhari
Hayiba Enhari (4 de agosto de 1993) es una deportista marroquí que compitió en taekwondo. Ganó tres medallas en el Campeonato Africano de Taekwondo entre los años 2009 y 2014.

## Palmarés internacional
| Campeonato Africano | Campeonato Africano | Campeonato Africano | Campeonato Africano |
| Año                 | Lugar               | Medalla             | Categoría           |
| ------------------- | ------------------- | ------------------- | ------------------- |
| 2009                | Yaundé (Camerún)    | Medalla de bronce   | –49 kg              |
| 2010                | Trípoli ()          | Medalla de oro      | –57 kg              |
| 2014                | Túnez (Túnez)       | Medalla de bronce   | –57 kg              |